# Legoland Deutschland
Legoland Deutschland is het vierde park in de Legoland-keten. Het is gevestigd in Günzburg, tussen München en Stuttgart in de deelstaat Beieren (Duitsland). Hier liggen in totaal 40 attracties, waarvan 3 achtbanen en 6 waterattracties.

## Themagebieden
Legoland Deutschland bestaat uit de volgende themagebieden:
- Miniland
- LEGO X-treme
- Adventure Land
- Knights' Kingdom
- Imagination
- LEGO City
- Pirate Land

## Attracties
In Legoland Deutschland staan onder andere de volgende attracties:
- Hero Factory
- Techno Schleuder
- Temple X-pedition
- Test Strecke
- LEGO NINJAGO The Ride

## Vakantiepark
Sinds 2008 kunnen bezoekers in het Legoland Feriendorf overnachten. Dit vakantiepark ligt direct naast het pretpark. Op het vakantiepark staan diverse gethematiseerde vakantiehuisjes. Ook is er plaats voor een caravan of camper. Midden in het het vakantiepark ligt een groot meer waar gasten met warm weer kunnen zwemmen. Er zijn ook een midgetgolfbaan, een bowlingbaan, een restaurant en een LEGO-winkel.
In 2018 opende er een nieuw hotel bij het vakantiepark. Het hotel Pirate Island heeft 142 kamers en de bouw kostte 27 miljoen euro.
In november 2021 maakt het park bekend dat er een uitbreiding van accommodaties zou komen in het vakantiepark. Er worden vier nieuwe gebouwen met een totaal van 72 familiekamers gebouwd. Alle kamers worden in stijl van het populaire LEGO NINJAGO gethematiseerd.